# Liste der Monuments historiques in Gury
Die Liste der Monuments historiques in Gury führt die Monuments historiques in der französischen Gemeinde Gury auf.

## Liste der Objekte
| Bezeichnung                     | Beschreibung                             | Standort                      | Kennzeichnung | Schutzstatus | Datum | Bild |
| ------------------------------- | ---------------------------------------- | ----------------------------- | ------------- | ------------ | ----- | ---- |
| Skulptur Christus               | Holz, polychrom gefasst, 16. Jahrhundert | in der Kirche St-Denis (Lage) | PM60004831    | Inscrit      | 2007  |      |
| Skulptur des heiligen Sebastian | Holz, polychrom gefasst, 16. Jahrhundert | in der Kirche St-Denis (Lage) | PM60004240    | Inscrit      | 1991  |      |